# نباتات مقرنة
النباتات المقرّنة (الاسم العلمي: Horneophytopsida) طائفة من النباتات المنقرضة التي تتكون من سيقان متفرعة بدون أوراق أو جذور حقيقية أو أنسجة وعائية تم العثور عليها من أواخر العصر السيلوري إلى العصر الديفوني المبكر (حوالي 430 إلى 390 مليون سنة). إنها أبسط النباتات المعروفة من النباتات عديدة المباغات التي تضم العديد من النباتات البوغية التي تشكل أكياسا بوغية على السيقان المتفرعة. تم تصنيفها سابقًا بين النباتات الرينية (بالإنجليزية: Rhyniophytes)‏ ولكن تبين لاحقًا أن بعض الأعضاء الأصليين في المجموعة لديهم أنسجة وعائية بسيطة والبعض الآخر لم يفعل ذلك. كما تم التعامل مع هذه المجموعة على أنها شعبة تحمل الاسم العلمي اللاتيني Horneophyta.
في عام 2004 قام Crane et al. بنشر مخططًا للنسل للعديد من النباتات عديدة المباغات يظهر فيه النباتات المقرّنة كمجموعة شقيقة لجميع النباتات عديدة المباغات الأخرى. توجد واحدة أخرى من النباتات الرينية وهي النبتة البَرّاقة Aglaophyton خارج النباتات الوعائية لأنها لا تمتلك أنسجة وعائية حقيقية (على وجه الخصوص لا تحتوي على قصيبات) على الرغم من أن أنسجتها الموصلة أكثر تعقيدًا من أنسجة النباتات المقرّنة.

## مخطط النسل
أدناه مخطط للنسل جزئي وضعه Crane، Herendeen & Friis سنة 2004 مع التركيز على النباتات المقرّنة:
|  | مفتولة الساق                                              |
|  |                                                           |
|  | \| \| القايا \| \| \| \| \| \| النبتة المقرّنة \| \| \| \| |
|  |                                                           |
|  | القايا                                                    |
|  |                                                           |
|  | النبتة المقرّنة                                            |
|  |                                                           |

|  | القايا         |
|  |                |
|  | النبتة المقرّنة |
|  |                |

|  | النبتة البَرّاقة    |
|  |                   |
|  | النباتات الوعائية |
|  |                   |

|  | مفتولة الساق                                              |
|  |                                                           |
|  | \| \| القايا \| \| \| \| \| \| النبتة المقرّنة \| \| \| \| |
|  |                                                           |
|  | القايا                                                    |
|  |                                                           |
|  | النبتة المقرّنة                                            |
|  |                                                           |

|  | القايا         |
|  |                |
|  | النبتة المقرّنة |
|  |                |

|  | النبتة البَرّاقة    |
|  |                   |
|  | النباتات الوعائية |
|  |                   |

(راجع مقالة النباتات عديدة المباغات للاطلاع على مخطط النسل الموسع)

## الأجناس
تتضمن الأجناس التي تم وضعها ضمن النباتات المقرّنة:
- †مفتولة الساق
- †القايا
- †النبتة المقرّنة

هناك مصادر أخرى تضع النبتة المقرّنة فقط ضمن النباتات المقرّنة وتعامل القايا ومفتولة الساق على أنهما إما فعليا أو من الممكن ضمن النباتات الرينية.